# Ludvigsborg
Ludvigsborg è un'area urbana della Svezia situata nel comune di Hörby, contea di Scania.
La popolazione rilevata nel censimento 2010 era di 1 041 abitanti.